# Anya Jenkins
 Anya Jenkins är en rollfigur från serien Buffy och vampyrerna och spelas av Emma Caulfield. Anya föddes i Skandinavien på 880-talet under namnet Aud. Efter en incident träffar Aud demonen D'Hoffryn som erbjuder henne ett liv som hämnddemon. Efter att under hundratals år ha varit demon blir Anyanka människan Anya Jenkins och inleder ett förhållande med Alexander (Xander) Harris. Anya är en demon med krafter till och från under serien.

## Historia
Från början, på 880-talet, var Anya en människa med namnet Aud och bodde i Sjornjost, en fiktiv skandinavisk by, tillsammans med sin man Olaf. Auds sociala kompetens lämnade mycket att önska, men hon arbetade hårt och födde upp kaniner som det sen visas i serien att hon är skräckslagen för. Olaf drack å sin sida för det mesta mjöd på den lokala baren. En kväll träffade Olaf servitrisen Rannveig på baren, och de tillbringade natten tillsammans. När Aud fick reda på det blev hon rasande och kastade en förbannelse över Olaf. Förbannelsen förvandlade Olaf till ett troll och han var tvungen och fly när lokalbefolkningen vägrade tro att det var Olaf.
Denna handling intresserade demonen D'Hoffryn som besökte Aud och erbjöd henne ett liv som hämnddemon. Eftersom Aud levt ett olyckligt liv som människa hade hon inget att förlora och accepterade erbjudandet. Aud blev då demonen Anyanka som specialiserade sig på att straffa män, som på något sätt sårat en kvinna, väldigt hårt. Genom sina resor världen runt upplever Anyanka mycket. 1199 beger sig Anyanka till Uralbergen för att straffa en otrogen man. Väl där får hon se när en trollkarl blir "befordrad" till en fullblodsdemon. Denna händelse kommer till nytta då Richard Wilkins III (Borgmästaren) ska göra samma sak i säsong tre av Buffy och vampyrerna. Vidare träffar Anyanka en annan hämnddemon, Halfrek, som hon blir vän med. De träffas när Halfrek blir imponerad av att en av önskningarna Anyanka uppfyllt resulterar i den Ryska revolutionen år 1905. 1914 sänder Anyanka en man vid namn Stewart Burns till helvetet som straff. Det förflutna kommer ikapp Anyanka då samma man förstör bröllopet mellan henne och Xander.

## Sunnydale
Anyanka kommer till Sunnydale 1998 för att uppfylla en önskan åt Cordelia Chase, efter att Xander varit otrogen mot henne med Willow Rosenberg. Cordelia uttalar aldrig en önskan om att hämnas på Xander men Anyanka, som uppträder som en elev på Sunnydale High School, lurar Cordelia till att önska något annat istället. Efter att Cordelias önskan om ett Sunnydale utan Buffy blev hävd förlorar Anyanka sina krafter. Giles upptäcker nämligen var Anyankas krafter sitter och Anyanka förvandlas till Anya Jenkins, en människa, igen.
I början har Anya svårt att anpassa sig till det dödliga livet igen efter så många år som demon. Senare under seriens gång faller Anya själv för Alexander (Xander) Harris. De inleder ett förhållande och Xander försöker lära Anya hur man beter sig som människa. Under femte säsongen av Buffy tar Rupert Giles över magiaffären "The Magic Box". Anya upptäcker sitt sinne för ekonomi och assisterar Giles i affären. Giles ber dock Willow om hjälp med mottagandet av kunder, Anyas sociala färdigheter är fortfarande bristfälliga. Längre fram i serien förlovar sig Anya och Xander. Anyas förflutna kommer och jagar henne då en man som hon tidigare straffat förstör bröllopet mellan henne och Xander.
Eftersom Anya är ledsen och förtvivlad över uppbrottet med Xander erbjuder D'Hoffryn henne en återanställning som hämnddemon. Anya, som börjat vänja sig vid att leva som en normal människa har svårt att återgå till sin gamla roll som demon. Halfrek uppmuntrar Anya till att utföra allt hemskare hämnder. Efter att Anya orsakat en rad blodbad inser Buffy att hon måste döda henne. Mitt i slagsmålet anländer D'Hoffryn efter att han pratat med Willow. Gänget lämnar beslutet upp till Anya; vill hon vara demon eller inte? Anya ber D'Hoffryn att han ska häva alla hennes onda gärningar, även om det är till priset av en hämnddemons liv. Anya går med på det i tron att gäller hennes eget liv, men D'Hoffryn dödar Halfrek istället. Han vill att Anya ska leva ett liv som människa fyllt av smärta, åtminstone till ankomsten av The First Evil (Den första ondskan). I kampen mot The First Evil och The Hellmouth (Helvetesgapet) blir Anya dödad.

## Krafter
Eftersom Anya under flera år varit demon besitter hon värdefull information om demoner och onda krafter. Vidare kan Anya tala engelska, franska, latin och sitt modersmål fornnordiska.
Anyanka har förmågan att uppfylla önskningar från kvinnor som hade sårats av män. Hon är starkare än en vanlig människa, kan teleportera, är telekinetisk och läker snabbt. Hon kan också avgöra om en kvinna vill hämnas och kan se om någon varelse har en själ.
En annan viktig förmåga är att hon kan anta mänsklig form. Anyanka kan också omvandla energi till ett effektivt vapen, då hon kan använda energin till att knuffa iväg sin motståndare.